# European Rugby Champions Cup 2020/21
Der European Rugby Champions Cup 2020/21 (aus Sponsoringgründen Heineken Champions Cup genannt) war die siebte Ausgabe des European Rugby Champions Cup, des wichtigsten europäischen Pokalwettbewerbs im Rugby Union. Aufgrund der COVID-19-Pandemie, die das Ende des vorangegangenen Turniers verzögert hatte, nahmen 24 Vereine aus den drei großen europäischen Ligen in einem einjährigen Ausnahmezeitraum am Champions Cup teil. Der Veranstalter EPCR bestätigte im September 2020 die Abweichung vom üblichen Format.
Der Wettbewerb begann am 11. Dezember 2020, musste aber am 11. Januar 2021 noch nur zwei Runden unterbrochen werden. Nachdem die restlichen Vorrundenpartien pandemiebedingt entfallen waren, wurde ab 2. April 2021 die K.-o.-Runde ausgetragen. Das Finale fand am 22. Mai 2021 im Twickenham Stadium in London statt. Den Titel gewann zum fünften Mal die französische Mannschaft Stade Toulousain.

## Teilnehmer
Die 24 Teilnehmer verteilten sich wie folgt:
- die ersten acht der English Premiership (englische Meisterschaft)
- die ersten acht der Top 14 (französische Meisterschaft)
- die ersten vier in beiden Conferences der Pro14 (ohne die südafrikanischen Mannschaften)

Während die Top-14-Saison 2019–20 aufgrund der COVID-19-Pandemie abgebrochen werden musste, konnten die Premiership und die Pro14 im August 2020 wieder aufgenommen werden. Die Pro14 kündigte jedoch im Juni 2020 an, dass die Teilnehmer nach der 13. Runde, dem letzten Spieltag vor der Unterbrechung, durch den Tabellenstand bestimmt würden.

## Modus
Die Mannschaften waren in zwei Zwölfergruppen aufgeteilt. Die besten acht Mannschaften aus jeder Gruppe qualifizierten sich für die K.-o.-Phase des Champions Cup, während die Mannschaften, die auf den Plätzen 9 bis 12 in jeder Gruppe landeten, ins Achtelfinale des Challenge Cup einzogen. Aufgrund der Unterbrechung im Januar 2021 gab es nur sechs Spielwochenenden, drei weniger als bei den vergangenen Ausgaben; effektiv ausgetragen werden konnten nur zwei.
Ursprünglich sollte nach vier Runden mit Spielen zwischen den Gruppen eine K.-o.-Phase mit Viertelfinals (Hin- und Rückspiel), Halbfinals (Hin- und Rückspiel) und einem Finale folge. Das Finale sollte am 22. Mai 2021 in Marseille ausgetragen werden. Bei der Aussetzung des Turniers im Januar 2021 waren jedoch erst zwei Runden der Gruppenphase abgeschlossen, und das überarbeitete Format sah stattdessen im Anschluss daran ein Achtelfinale vor.
Punkte wurden wie folgt vergeben:
- vier Punkte für einen Sieg
- zwei Punkte für ein Unentschieden
- einen Bonuspunkt bei vier oder mehr Versuchen
- einen Bonuspunkt bei einer Niederlage mit sieben oder weniger Punkten Differenz

## Auslosung
Die Auslosung fand am 28. Oktober 2020 im Maison du Sport International in Lausanne statt. Dabei wurden die Vereine entsprechend der Platzierung in ihrer Liga eingeteilt. Die auf Platz 1 und 2 platzierten Vereine jeder Liga kamen in Stufe 1, die auf Platz 3 und 4 platzierten Vereine in Stufe 2, die auf Platz 5 und 6 platzierten Vereine in Stufe 3 und die auf Platz 7 und 8 platzierten Vereine in Stufe 4. In der Gruppenphase sollten die Teams von Stufe 1 zweimal zu Hause oder auswärts gegen die Teams der Stufe 4 in ihrer Gruppe (die nicht aus derselben Liga stammen) spielen, in ähnlicher Weise auch die Vereine aus Stufe 2 gegen jene aus Stufe 3. Die besten acht Mannschaften aus jeder Gruppe qualifizierten sich für die K.-o.-Phase des Champions Cups, während die Mannschaften, die zwischen Platz 9 und 12 in jeder Gruppe landeten, ins Achtelfinale Challenge Cup einzogen. Aufgrund der Unterbrechung im Januar 2021 gab es nur sechs Spielwochenenden, drei weniger als bei den vergangenen Ausgaben; effektiv ausgetragen werden konnten nur zwei.
Die Einteilung war wie folgt:
| Stufe | Rang | Top 14                       | Premiership        | Pro14                 |
| ----- | ---- | ---------------------------- | ------------------ | --------------------- |
| 1     | 1    | Union Bordeaux Bègles        | Exeter Chiefs      | Leinster Rugby        |
| 1     | 2    | Lyon Olympique Universitaire | Wasps RFC          | Ulster Rugby          |
| 2     | 3    | Racing 92                    | Bristol Bears      | Munster Rugby         |
| 2     | 4    | RC Toulon                    | Bath Rugby         | Edinburgh Rugby       |
| 3     | 5    | Stade Rochelais              | Sale Sharks        | Scarlets              |
| 3     | 6    | ASM Clermont Auvergne        | Harlequins         | Connacht Rugby        |
| 4     | 7    | Stade Toulousain             | Gloucester Rugby   | Glasgow Warriors      |
| 4     | 8    | Montpellier Hérault Rugby    | Northampton Saints | Newport Gwent Dragons |

## Gruppenphase

### Gruppe A
|     | Team                      | Spiele | Siege | Unent. | Ndlg. | Spiel- punkte | Diff. | Bonus- punkte | Tabellen- punkte |
| --- | ------------------------- | ------ | ----- | ------ | ----- | ------------- | ----- | ------------- | ---------------- |
| 01. | Leinster Rugby            | 2      | 2     | 0      | 0     | 70:33         | + 37  | 2             | 10               |
| 02. | Wasps RFC                 | 2      | 2     | 0      | 0     | 57:22         | + 35  | 2             | 10               |
| 03. | Union Bordeaux Bègles     | 2      | 2     | 0      | 0     | 63:20         | + 43  | 1             | 9                |
| 04. | Stade Rochelais           | 2      | 2     | 0      | 0     | 41:8          | + 33  | 1             | 9                |
| 05. | Scarlets                  | 2      | 2     | 0      | 0     | 51:19         | + 32  | 1             | 9                |
| 06. | Edinburgh Rugby           | 2      | 1     | 0      | 1     | 24:28         | − 4   | 1             | 5                |
| 07. | RC Toulon                 | 2      | 1     | 0      | 1     | 26:42         | − 16  | 0             | 4                |
| 08. | Sale Sharks               | 2      | 0     | 0      | 2     | 29:42         | − 13  | 1             | 1                |
| 09. | Northampton Saints        | 2      | 0     | 0      | 2     | 31:51         | − 20  | 1             | 1                |
| 10. | Bath Rugby                | 2      | 0     | 0      | 2     | 19:51         | − 32  | 1             | 1                |
| 11. | Montpellier Hérault Rugby | 2      | 0     | 0      | 2     | 28:68         | − 40  | 0             | 0                |
| 12. | Newport Gwent Dragons     | 2      | 0     | 0      | 2     | 16:71         | − 55  | 0             | 0                |

| 11. Dezember 2020 17:30 WEZ | Northampton Saints | 12 : 16 | Union Bordeaux Bègles | Franklin’s Gardens, Northampton Zuschauer: 2.000 Schiedsrichter: Ben Whitehouse (Wales) |
| 11. Dezember 2020 17:30 WEZ | (9:9) Bericht      |         |                       | Franklin’s Gardens, Northampton Zuschauer: 2.000 Schiedsrichter: Ben Whitehouse (Wales) |

| 12. Dezember 2020 15:15 WEZ | Bath Rugby      | 19 : 23 | Scarlets | Recreation Ground, Bath Zuschauer: 2.000 Schiedsrichter: Alexandre Ruiz (Frankreich) |
| 12. Dezember 2020 15:15 WEZ | (14:10) Bericht |         |          | Recreation Ground, Bath Zuschauer: 2.000 Schiedsrichter: Alexandre Ruiz (Frankreich) |

| 12. Dezember 2020 16:15 MEZ | RC Toulon      | 26 : 14 | Sale Sharks | Stade Mayol, Toulon Zuschauer: 0 Schiedsrichter: Frank Murphy (Irland) |
| 12. Dezember 2020 16:15 MEZ | (16:0) Bericht |         |             | Stade Mayol, Toulon Zuschauer: 0 Schiedsrichter: Frank Murphy (Irland) |

| 12. Dezember 2020 17:30 WEZ | Newport Gwent Dragons | 8 : 24 | Wasps RFC | Rodney Parade, Newport Zuschauer: 0 Schiedsrichter: Romain Poite (Frankreich) |
| 12. Dezember 2020 17:30 WEZ | (3:12) Bericht        |        |           | Rodney Parade, Newport Zuschauer: 0 Schiedsrichter: Romain Poite (Frankreich) |

| 12. Dezember 2020 18:30 MEZ | Montpellier Hérault Rugby | 14 : 35 | Leinster Rugby | GGL Stadium, Montpellier Zuschauer: 0 Schiedsrichter: Karl Dickson (England) |
| 12. Dezember 2020 18:30 MEZ | (6:20) Bericht            |         |                | GGL Stadium, Montpellier Zuschauer: 0 Schiedsrichter: Karl Dickson (England) |

| 12. Dezember 2020 20:00 WEZ | Edinburgh Rugby | 8 : 13 | Stade Rochelais | Murrayfield Stadium, Edinburgh Zuschauer: 0 Schiedsrichter: Luke Pearce (England) |
| 12. Dezember 2020 20:00 WEZ | (3:8) Bericht   |        |                 | Murrayfield Stadium, Edinburgh Zuschauer: 0 Schiedsrichter: Luke Pearce (England) |

| 18. Dezember 2020 17:30 WEZ | Scarlets       | abgesagt | RC Toulon | Parc y Scarlets, Llanelli Schiedsrichter: Wayne Barnes (England) |
| 18. Dezember 2020 17:30 WEZ | (28:0 forfait) |          |           | Parc y Scarlets, Llanelli Schiedsrichter: Wayne Barnes (England) |

Aufgrund eines positiven SARS-CoV-2-Tests bei der Mannschaft der Scarlets entschied der RC Toulon, aus Sicherheitsgründen nicht zum Spiel anzutreten.
| 18. Dezember 2020 20:00 WEZ | Wasps RFC      | 33 : 14 | Montpellier Hérault Rugby | Ricoh Arena, Coventry Zuschauer: 0 Schiedsrichter: Andrew Brace (Irland) |
| 18. Dezember 2020 20:00 WEZ | (12:7) Bericht |         |                           | Ricoh Arena, Coventry Zuschauer: 0 Schiedsrichter: Andrew Brace (Irland) |

| 19. Dezember 2020 13:00 WEZ | Leinster Rugby  | 35 : 19 | Northampton Saints | RDS Arena, Dublin Zuschauer: 0 Schiedsrichter: Pierre Brousset (Frankreich) |
| 19. Dezember 2020 13:00 WEZ | (22:14) Bericht |         |                    | RDS Arena, Dublin Zuschauer: 0 Schiedsrichter: Pierre Brousset (Frankreich) |

| 19. Dezember 2020 16:15 WEZ | Stade Rochelais | abgesagt | Bath Rugby | Stade Marcel-Deflandre, La Rochelle Schiedsrichter: Ben Whitehouse (Wales) |
| 19. Dezember 2020 16:15 WEZ | (28:0 forfait)  |          |            | Stade Marcel-Deflandre, La Rochelle Schiedsrichter: Ben Whitehouse (Wales) |

Mehrere Spieler von Bath Rugby mussten sich aufgrund einer SARS-CoV-2-Infektion selbst isolieren, sodass es nicht möglich war, eine Mannschaft aufstellen.
| 19. Dezember 2020 20:00 WEZ | Sale Sharks    | 15 : 16 | Edinburgh Rugby | AJ Bell Stadium, Sale Zuschauer: 0 Schiedsrichter: Romain Poite (Frankreich) |
| 19. Dezember 2020 20:00 WEZ | (12:0) Bericht |         |                 | AJ Bell Stadium, Sale Zuschauer: 0 Schiedsrichter: Romain Poite (Frankreich) |

| 19. Dezember 2020 21:00 MEZ | Union Bordeaux Bègles | 47 : 8 | Newport Gwent Dragons | Stade Chaban-Delmas, Bordeaux Zuschauer: 0 Schiedsrichter: Christophe Ridley (England) |
| 19. Dezember 2020 21:00 MEZ | (19:3) Bericht        |        |                       | Stade Chaban-Delmas, Bordeaux Zuschauer: 0 Schiedsrichter: Christophe Ridley (England) |

### Gruppe B
|     | Team                         | Spiele | Siege | Unent. | Ndlg. | Spiel- punkte | Diff. | Bonus- punkte | Tabellen- punkte |
| --- | ---------------------------- | ------ | ----- | ------ | ----- | ------------- | ----- | ------------- | ---------------- |
| 01. | Lyon Olympique Universitaire | 2      | 2     | 0      | 0     | 83:10         | + 73  | 2             | 10               |
| 02. | Racing 92                    | 2      | 2     | 0      | 0     | 75:29         | + 46  | 2             | 10               |
| 03. | Stade Toulousain             | 2      | 2     | 0      | 0     | 57:22         | + 35  | 2             | 10               |
| 04. | Munster Rugby                | 2      | 2     | 0      | 0     | 60:38         | + 22  | 0             | 8                |
| 05. | ASM Clermont Auvergne        | 2      | 1     | 0      | 1     | 82:77         | + 5   | 2             | 6                |
| 06. | Bristol Bears                | 2      | 1     | 0      | 1     | 65:69         | − 4   | 2             | 6                |
| 07. | Exeter Chiefs                | 2      | 1     | 0      | 1     | 42:28         | + 14  | 1             | 5                |
| 08. | Gloucester Rugby             | 2      | 1     | 0      | 1     | 48:89         | − 41  | 1             | 5                |
| 09. | Ulster Rugby                 | 2      | 0     | 0      | 2     | 56:67         | − 11  | 3             | 3                |
| 10. | Connacht Rugby               | 2      | 0     | 0      | 2     | 40:53         | − 13  | 1             | 1                |
| 11. | Harlequins                   | 2      | 0     | 0      | 2     | 14:70         | − 56  | 0             | 0                |
| 12. | Glasgow Warriors             | 2      | 0     | 0      | 2     | 0:70          | − 70  | 0             | 0                |

| 11. Dezember 2020 20:00 WEZ | Ulster Rugby    | 22 : 29 | Stade Toulousain | Kingspan Stadium, Belfast Zuschauer: 500 Schiedsrichter: Matthew Carley (England) |
| 11. Dezember 2020 20:00 WEZ | (12:14) Bericht |         |                  | Kingspan Stadium, Belfast Zuschauer: 500 Schiedsrichter: Matthew Carley (England) |

| 12. Dezember 2020 13:00 WEZ | Bristol Bears   | 38 : 51 | Frankreich | Ashton Gate Stadium, Bristol Zuschauer: 0 Schiedsrichter: Andrew Brace (Irland) |
| 12. Dezember 2020 13:00 WEZ | (14:29) Bericht |         |            | Ashton Gate Stadium, Bristol Zuschauer: 0 Schiedsrichter: Andrew Brace (Irland) |

| 13. Dezember 2020 14:00 MEZ | Lyon Olympique Universitaire | 55 : 10 | Gloucester Rugby | Matmut Stadium Gerland, Lyon Zuschauer: 0 Schiedsrichter: Mike Adamson (Schottland) |
| 13. Dezember 2020 14:00 MEZ | (26:10) Bericht              |         |                  | Matmut Stadium Gerland, Lyon Zuschauer: 0 Schiedsrichter: Mike Adamson (Schottland) |

| 13. Dezember 2020 15:15 WEZ | Exeter Chiefs  | 42 : 0 | Glasgow Warriors | Sandy Park, Exeter Zuschauer: 2.000 Schiedsrichter: Mathieu Raynal (Frankreich) |
| 13. Dezember 2020 15:15 WEZ | (14:0) Bericht |        |                  | Sandy Park, Exeter Zuschauer: 2.000 Schiedsrichter: Mathieu Raynal (Frankreich) |

| 13. Dezember 2020 16:15 MEZ | Racing 92      | 26 : 22 | Connacht Rugby | Paris La Défense Arena, Nanterre Zuschauer: 0 Schiedsrichter: Wayne Barnes (England) |
| 13. Dezember 2020 16:15 MEZ | (19:8) Bericht |         |                | Paris La Défense Arena, Nanterre Zuschauer: 0 Schiedsrichter: Wayne Barnes (England) |

| 13. Dezember 2020 17:30 WEZ | Munster Rugby | 21 : 7 | Harlequins | Thomond Park, Limerick Zuschauer: 0 Schiedsrichter: Pascal Gaüzère (Frankreich) |
| 13. Dezember 2020 17:30 WEZ | (6:0) Bericht |        |            | Thomond Park, Limerick Zuschauer: 0 Schiedsrichter: Pascal Gaüzère (Frankreich) |

| 19. Dezember 2020 13:00 WEZ | Glasgow Warriors | abgesagt | Lyon Olympique Universitaire | Scostoun Stadium, Glasgow Schiedsrichter: Karl Dickson (England) |
| 19. Dezember 2020 13:00 WEZ | (0:28 forfait)   |          |                              | Scostoun Stadium, Glasgow Schiedsrichter: Karl Dickson (England) |

Aufgrund mehrerer positiver SARS-CoV-2-Tests waren die Glasgow Warriors nicht in der Lage, genügend Spieler aufzubieten, sodass das Spiel nicht ausgetragen werden konnte.
| 19. Dezember 2020 15:15 WEZ | Gloucester Rugby | 38 : 34 | Ulster Rugby | Kingsholm Stadium, Gloucester Zuschauer: 2.000 Schiedsrichter: Alexandre Ruiz (Frankreich) |
| 19. Dezember 2020 15:15 WEZ | (17:10) Bericht  |         |              | Kingsholm Stadium, Gloucester Zuschauer: 2.000 Schiedsrichter: Alexandre Ruiz (Frankreich) |

| 19. Dezember 2020 18:30 MEZ | ASM Clermont Auvergne | 31 : 39 | Munster Rugby | Stade Marcel-Michelin, Clermont-Ferrand Zuschauer: 0 Schiedsrichter: Matthew Carley (England) |
| 19. Dezember 2020 18:30 MEZ | (28:16) Bericht       |         |               | Stade Marcel-Michelin, Clermont-Ferrand Zuschauer: 0 Schiedsrichter: Matthew Carley (England) |

| 20. Dezember 2020 15:00 WEZ | Harlequins     | 7 : 49 | Racing 92 | The Stoop, London Zuschauer: 0 Schiedsrichter: Frank Murphy (Irland) |
| 20. Dezember 2020 15:00 WEZ | (0:20) Bericht |        |           | The Stoop, London Zuschauer: 0 Schiedsrichter: Frank Murphy (Irland) |

| 20. Dezember 2020 16:15 MEZ | Stade Toulousain | abgesagt | Exeter Chiefs | Stade Ernest-Wallon, Toulouse Schiedsrichter: Mike Adamson (Schottland) |
| 20. Dezember 2020 16:15 MEZ | (28:0 forfait)   |          |               | Stade Ernest-Wallon, Toulouse Schiedsrichter: Mike Adamson (Schottland) |

Aufgrund einer Reihe positiver Tests auf SARS-CoV-2 konnten die Exeter Chiefs keine Mannschaft aufstellen und verlieren daher das Spiel forfait.
| 20. Dezember 2020 17:30 WEZ | Connacht Rugby | 18 : 17 | Bristol Bears | Galway Sportsgrounds, Galway Zuschauer: 0 Schiedsrichter: Mathieu Raynal (Frankreich) |
| 20. Dezember 2020 17:30 WEZ | (3:5) Bericht  |         |               | Galway Sportsgrounds, Galway Zuschauer: 0 Schiedsrichter: Mathieu Raynal (Frankreich) |

## K.-o.-Runde
|  | Achtelfinale          | Achtelfinale |  |  | Viertelfinale         | Viertelfinale         |    |                  | Halbfinale       | Halbfinale |  |  | Finale | Finale |
|  |                       |              |  |  |                       |                       |    |                  |                  |            |  |  |        |        |
|  | Wasps RFC             | 25           |  |  |                       |                       |    |                  |                  |            |  |  |        |        |
|  | ASM Clermont Auvergne | 27           |  |  | ASM Clermont Auvergne | 12                    |    |                  |                  |            |  |  |        |        |
|  | Munster Rugby         | 33           |  |  | Stade Toulousain      | 21                    |    |                  |                  |            |  |  |        |        |
|  | Stade Toulousain      | 40           |  |  |                       |                       |    | Stade Toulousain | 21               |            |  |  |        |        |
|  | Union Bordeaux Bègles | 36           |  |  |                       | Union Bordeaux Bègles | 9  |                  |                  |            |  |  |        |        |
|  | Bristol Bears         | 17           |  |  | Union Bordeaux Bègles | 24                    |    |                  |                  |            |  |  |        |        |
|  | Racing 92             | 56           |  |  | Racing 92             | 21                    |    |                  |                  |            |  |  |        |        |
|  | Edinburgh Rugby       | 3            |  |  |                       |                       |    |                  | Stade Toulousain | 22         |  |  |        |        |
|  | Gloucester Rugby      | 16           |  |  |                       | Stade Rochelais       | 17 |                  |                  |            |  |  |        |        |
|  | Stade Rochelais       | 27           |  |  | Stade Rochelais       | 45                    |    |                  |                  |            |  |  |        |        |
|  | Scarlets              | 14           |  |  | Sale Sharks           | 21                    |    |                  |                  |            |  |  |        |        |
|  | Sale Sharks           | 57           |  |  |                       |                       |    | Stade Rochelais  | 32               |            |  |  |        |        |
|  | Exeter Chiefs         | 47           |  |  |                       | Leinster Rugby        | 23 |                  |                  |            |  |  |        |        |
|  | Frankreich            | 25           |  |  | Exeter Chiefs         | 22                    |    |                  |                  |            |  |  |        |        |
|  | Leinster Rugby        | w.o.         |  |  | Leinster Rugby        | 34                    |    |                  |                  |            |  |  |        |        |
|  | RC Toulon             |              |  |  |                       |                       |    |                  |                  |            |  |  |        |        |

### Achtelfinale
| 2. April 2021 17:30 WESZ | Leinster Rugby | abgesagt | RC Toulon | RDS Arena, Dublin Schiedsrichter: Matthew Carley (England) |
| 2. April 2021 17:30 WESZ | (28:0 forfait) |          |           | RDS Arena, Dublin Schiedsrichter: Matthew Carley (England) |

Beim RC Toulon war ein nicht mitgereister Spieler in der Woche vor dem Spiel positiv auf das Coronavirus getestet worden, sodass Leinster ohne zu spielen ins Viertelfinale einzog.
| 2. April 2021 20:00 WESZ | Gloucester Rugby                                                                             | 16 : 27         | Stade Rochelais | Kingsholm Stadium, Gloucester Zuschauer: 0 Schiedsrichter: Andrew Brace (Irland) |
| 2. April 2021 20:00 WESZ | Versuche: Ackermann 31. erh. Erhöhungen: Barton (1/1) Straftritte: Barton (3/3) 2., 12., 59. | (13:15) Bericht | Versuche: Leyds 8. n.erh. Retière 22. erh. Erhöhungen: West (1/2) Straftritte: West (3/3) 17., 49., 55. Plisson (2/2) 65., 71. | Kingsholm Stadium, Gloucester Zuschauer: 0 Schiedsrichter: Andrew Brace (Irland) |

| 3. April 2021 12:30 WESZ | Wasps RFC | 25 : 27         | ASM Clermont Auvergne | Ricoh Arena, Coventry Zuschauer: 0 Schiedsrichter: Frank Murphy (Irland) |
| 3. April 2021 12:30 WESZ | Versuche: Odogwu 5. erh. Bassett 23. erh. Harris 54. n.erh. Erhöhungen: Umaga (2/3) Straftritte: Umaga (2/2) 39., 40.+2 | (20:14) Bericht | Versuche: Bézy 11. erh. Ravai 17. erh. Matsushima 80.+2 erh. Erhöhungen: Nanai-Williams (1/1) Lopez (2/2) Straftritte: Lopez (2/3) 52., 67. | Ricoh Arena, Coventry Zuschauer: 0 Schiedsrichter: Frank Murphy (Irland) |

| 3. April 2021 15:00 WESZ | Munster Rugby | 33 : 40        | Stade Toulousain | Thomond Park, Limerick Zuschauer: 0 Schiedsrichter: Wayne Barnes (England) |
| 3. April 2021 15:00 WESZ | Versuche: Earls (2) 24. n.erh., 27. n.erh. Coombes (2) 50. erh., 80. erh. Erhöhungen: Carbery (1/3) Casey (1/1) Straftritte: Carbery (2/2) 14., 40.+1 Hanrahan (1/1) 65. | (16:9) Bericht | Versuche: Lebel 40. erh. Marchand 54. erh. Dupont (2) 67. erh., 76. erh. Erhöhungen: Ntamack (4/4) Straftritte: Ntamack (4/6) 3., 16., 30., 75. | Thomond Park, Limerick Zuschauer: 0 Schiedsrichter: Wayne Barnes (England) |

| 3. April 2021 17:30 WESZ | Exeter Chiefs | 47 : 25         | Lyon Olympique Universitaire | Sandy Park, Exeter Zuschauer: 0 Schiedsrichter: Ben Whitehouse (Wales) |
| 3. April 2021 17:30 WESZ | Versuche: Hill (2) 14. n.erh., 25. erh. O’Flaherty 28. erh. Devoto 38. erh. Ewers 50. erh. Strafversuch 62. Woodburn 75. erh. Erhöhungen: Simmonds (4/5) Skinner (1/1) | (26:20) Bericht | Versuche: Couilloud 5. erh. Mignot 8. erh. Cretin 79. n.erh. Erhöhungen: Wisniewski (2/3) Straftritte: Wisniewski (2/2) 17., 34. | Sandy Park, Exeter Zuschauer: 0 Schiedsrichter: Ben Whitehouse (Wales) |

| 4. April 2021 13:30 MESZ | Racing 92 | 56 : 3         | Edinburgh Rugby                 | Paris La Défense Arena, Nanterre Zuschauer: 0 Schiedsrichter: Luke Pearce (England) |
| 4. April 2021 13:30 MESZ | Versuche: Chat 25. erh. Machenaud 33. erh. Joseph 62. erh. Gogitschaschwili 65. erh. Thomas (2) 69. erh., 74. n.erh. Trinh-Duc 79. erh. Erhöhungen: Machenaud (2/2) Iribaren (4/5) Straftritte: Machenaud (2/3) 7., 31. Gibert (1/2) 56. | (20:3) Bericht | Straftritte: Kinghorn (1/1) 13. | Paris La Défense Arena, Nanterre Zuschauer: 0 Schiedsrichter: Luke Pearce (England) |

| 4. April 2021 16:00 MESZ | Union Bordeaux Bègles | 36 : 17         | Bristol Bears                                                           | Stade Chaban-Delmas, Bordeaux Zuschauer: 0 Schiedsrichter: Mike Adamson (Schottland) |
| 4. April 2021 16:00 MESZ | Versuche: Jalibert 44. erh. Dweba 70. erh. Ducuing 79. erh. Erhöhungen: Jalibert (1/1) Lucu (2/2) Straftritte: Jalibert (5/6) 9., 15., 21., 34., 40. | (15:14) Bericht | Versuche: Purdy 36. n.erh. Straftritte: Sheedy (4/4) 13., 27., 26., 55. | Stade Chaban-Delmas, Bordeaux Zuschauer: 0 Schiedsrichter: Mike Adamson (Schottland) |

| 4. April 2021 17:30 WESZ | Scarlets                                                             | 14 : 57        | Sale Sharks | Parc y Scarlets, Llanelli Zuschauer: 0 Schiedsrichter: Mathieu Raynal (Frankreich) |
| 4. April 2021 17:30 WESZ | Versuche: Owens 46. erh. Morgan 76. erh. Erhöhungen: Halfpenny (2/2) | (0:23) Bericht | Versuche: van der Merwe (2) 16. erh., 29. erh. MacGinty 41. erh. Yarde 51. erh. Beaumont 62. erh. Quirke 77. erh. Erhöhungen: MacGinty (6/6) Straftritte: MacGinty (5/5) 2., 25., 36., 68., 70. | Parc y Scarlets, Llanelli Zuschauer: 0 Schiedsrichter: Mathieu Raynal (Frankreich) |

### Viertelfinale
| 10. April 2021 16:00 MESZ | Stade Rochelais | 45 : 21         | Sale Sharks                                                                                                   | Stade Marcel-Deflandre, La Rochelle Zuschauer: 0 Schiedsrichter: Andrew Brace (Irland) |
| 10. April 2021 16:00 MESZ | Versuche: Alldritt 26. n.erh. Leyds 36. erh. Rhule (2) 41. erh., 51. n.erh. Doumayrou (2) 61. erh., 69. n.erh. Erhöhungen: West (3/6) Straftritte: West (3/4) 11., 21., 65. | (18:16) Bericht | Versuche: James 40.+1 McGuigan 76. n.erh. Erhöhungen: MacGinty (1/2) Straftritte: MacGinty (3/4) 9., 26., 33. | Stade Marcel-Deflandre, La Rochelle Zuschauer: 0 Schiedsrichter: Andrew Brace (Irland) |

| 10. April 2021 17:30 WESZ | Exeter Chiefs | 22 : 34         | Leinster Rugby | Sandy Park, Exeter Zuschauer: 0 Schiedsrichter: Mathieu Raynal (Frankreich) |
| 10. April 2021 17:30 WESZ | Versuche: O’Flaherty (2) 2. erh., 7. erh. Ewers 42. n.erh. Erhöhungen: Simmonds (2/3) Straftritte: Simmonds (1/1) 47. | (14:20) Bericht | Versuche: Lowe 17. erh. Larmour (2) 28. erh., 56. n.erh. Erhöhungen: Sexton (1/1) Byrne (1/2) Straftritte: Byrne (5/5) 32., 40., 50., 65., 79. | Sandy Park, Exeter Zuschauer: 0 Schiedsrichter: Mathieu Raynal (Frankreich) |

| 11. April 2021 13:30 MESZ | Union Bordeaux Bègles                                               | 24 : 21       | Racing 92                                                                                          | Stade Chaban-Delmas, Bordeaux Zuschauer: 0 Schiedsrichter: Matthew Carley (England) |
| 11. April 2021 13:30 MESZ | Straftritte: Jalibert (8/9) 5., 16., 22., 48., 59., 61., 74., 80.+2 | (9:9) Bericht | Straftritte: Machenaud (4/5) 2., 25., 44., 53. Iribaren (2/2) 67., 79. Dropgoals: Gibert (1/1) 14. | Stade Chaban-Delmas, Bordeaux Zuschauer: 0 Schiedsrichter: Matthew Carley (England) |

| 11. April 2021 16:00 MESZ | ASM Clermont Auvergne                       | 13 : 21       | Stade Toulousain                                                  | Stade Marcel-Michelin, Clermont-Ferrand Zuschauer: 0 Schiedsrichter: Luke Pearce (England) |
| 11. April 2021 16:00 MESZ | Straftritte: Parra (4/5) 14., 28., 41., 57. | (6:6) Bericht | Straftritte: Ntamack (7/9) 32., 39., 43., 48., 55., 61., 64., 72. | Stade Marcel-Michelin, Clermont-Ferrand Zuschauer: 0 Schiedsrichter: Luke Pearce (England) |

### Halbfinale
| 1. Mai 2021 16:00 MESZ | Stade Toulousain                                                                                             | 21 : 9        | Union Bordeaux Bègles                    | Stade Ernest-Wallon, Toulouse Zuschauer: 0 Schiedsrichter: Wayne Barnes (England) |
| 1. Mai 2021 16:00 MESZ | Versuche: Lebel 5. n.erh. Dupont 71. erh. Erhöhungen: Ntamack (1/2) Straftritte: Ntamack (3/3) 38., 44., 64. | (8:6) Bericht | Straftritte: Jalibert (3/4) 3., 20., 68. | Stade Ernest-Wallon, Toulouse Zuschauer: 0 Schiedsrichter: Wayne Barnes (England) |

| 2. Mai 2021 16:00 MESZ | Stade Rochelais | 32 : 23         | Leinster Rugby                                                                                          | Stade Marcel-Deflandre, La Rochelle Zuschauer: 0 Schiedsrichter: Matthew Carley (England) |
| 2. Mai 2021 16:00 MESZ | Versuche: Alldritt 65. erh. Skelton 73. erh. Erhöhungen: West (2/2) Straftritte: West (5/6) 15., 32., 36., 46., 56. Dropgoals: West (1/1) 18. | (12:13) Bericht | Versuche: Furlong 8. erh. Byrne 77. erh. Erhöhungen: Byrne (2/2) Straftritte: Byrne (3/4) 20., 26., 52. | Stade Marcel-Deflandre, La Rochelle Zuschauer: 0 Schiedsrichter: Matthew Carley (England) |

### Finale
| 22. Mai 2021 16:45 WEZ | Stade Rochelais                                                            | 17 : 22        | Stade Toulousain                                                                                    | Twickenham Stadium, London Zuschauer: 10.000 Schiedsrichter: Luke Pearce (England) |
| 22. Mai 2021 16:45 WEZ | Versuche: Kerr-Barlow 72. n.erh. Straftritte: West (4/6) 7., 26., 32., 40. | (12:9) Bericht | Versuche: Cruz 59. erh. Erhöhungen: Ntamack (1/1) Straftritte: Ntamack (5/5) 4., 10., 37., 46., 69. | Twickenham Stadium, London Zuschauer: 10.000 Schiedsrichter: Luke Pearce (England) |

| 15                 | Brice Dulin        |                 |
| 14                 | Dillyn Leyds       | 51. bis 60. 67. |
| 13                 | Geoffrey Doumayrou |                 |
| 12                 | Levani Botia       | 27′             |
| 11                 | Raymond Rhule      |                 |
| 10                 | Ihaia West         |                 |
| 09                 | Tawera Kerr-Barlow |                 |
| 08                 | Victor Vito        | 54.             |
| 07                 | Kevin Gourdon      | 60.             |
| 06                 | Grégory Alldritt   |                 |
| 05                 | Will Skelton       |                 |
| 04                 | Romain Sazy        |                 |
| 03                 | Uini Atonio        | 64.             |
| 02                 | Pierre Bourgarit   | 60.             |
| 01                 | Dany Priso         | 41.             |
| Auswechselspieler: |                    |                 |
| 16                 | Facundo Bosch      | 60.             |
| 17                 | Reda Wardi         | 41.             |
| 18                 | Arthur Joly        | 64.             |
| 19                 | Thomas Lavault     | 61.             |
| 20                 | Wiaan Liebenberg   | 54.             |
| 21                 | Paul Boudehent     | 60. 61.         |
| 22                 | Arthur Retière     | 51. 60. 67.     |
| 23                 | Jules Plisson      |                 |
| Trainer:           |                    |                 |
| Jono Gibbes        |                    |                 |

| 15                 | Maxime Médard      | 28. bis 37. |
| 14                 | Cheslin Kolbe      |             |
| 13                 | Juan Cruz Mallía   |             |
| 12                 | Pita Ahki          |             |
| 11                 | Matthis Lebel      |             |
| 10                 | Romain Ntamack     |             |
| 09                 | Antoine Dupont     |             |
| 08                 | Jerome Kaino       | 54.         |
| 07                 | François Cros      |             |
| 06                 | Rynhardt Elstadt   |             |
| 05                 | Richie Arnold      | 9.          |
| 04                 | Rory Arnold        | 69.         |
| 03                 | Charlie Faumuina   | 64.         |
| 02                 | Péato Mauvaka      | 69.         |
| 01                 | Cyril Baille       | 69. 79.     |
| Auswechselspieler: |                    |             |
| 16                 | Guillaume Marchand | 69.         |
| 17                 | Clément Castets    | 69. 79.     |
| 18                 | David Ainu’u       | 64.         |
| 19                 | Joe Tekori         | 9.          |
| 20                 | Thibaud Flament    | 69.         |
| 21                 | Selevasio Tolofua  | 54.         |
| 22                 | Baptiste Germain   |             |
| 23                 | Thomas Ramos       | 28. 37.     |
| Trainer:           |                    |             |
| Ugo Mola           |                    |             |

## Statistik
Quelle: epcrugby.com

### Meiste erzielte Versuche
|    | Name              | Versuche | Verein                       |
| -- | ----------------- | -------- | ---------------------------- |
| 1. | Santiago Cordero  | 4        | Union Bordeaux Bègles        |
| 1. | Antoine Dupont    | 4        | Stade Toulousain             |
| 1. | Kōtarō Matsushima | 4        | ASM Clermont Auvergne        |
| 1. | Xavier Mignot     | 4        | Lyon Olympique Universitaire |

### Meiste erzielte Punkte
|    | Name              | Punkte | Verein                |
| -- | ----------------- | ------ | --------------------- |
| 1. | Matthieu Jalibert | 72     | Union Bordeaux Bègles |
| 2. | Romain Ntamack    | 69     | Stade Toulousain      |
| 3. | Ihaia West        | 60     | Stade Rochelais       |
| 4. | Ross Byrne        | 55     | Leinster Rugby        |
| 5. | AJ MacGinty       | 47     | Sale Sharks           |